# Obi Worldphone
Pour les articles homonymes, voir Obi.
 (décembre 2018).
Si vous disposez d'ouvrages ou d'articles de référence ou si vous connaissez des sites web de qualité traitant du thème abordé ici, merci de compléter l'article en donnant les références utiles à sa vérifiabilité et en les liant à la section « Notes et références ».
Obi Worldphone est une entreprise américaine crée en 2014. 
L'entreprise est fondée en 2014, par l'ancien DG de Pepsi et d'Apple John Sculley.
Basée à San Francisco en Californie elle est spécialisée dans la conception, le développement, la construction et la distribution de smartphones. La marque est présente dans plus de 20 pays.